# ペリー・メイスン
『ペリー・メイスン』（Perry Mason）は、アメリカ合衆国の作家E・S・ガードナーが創作した、法廷弁護士が活躍する推理小説シリーズおよびその主人公である。これを原作として、ラジオドラマや映画、テレビドラマシリーズが製作されている。
日本語版は複数の出版社から刊行されており、ペリイ・メイスン、ペリィ・メイスンなどの表記も用いられている。また、後述のテレビドラマと同様に『弁護士ペリー（ペリイ）・メイスン』のシリーズ名で呼ばれることもある。

## 概要
ペリー・メイスンは刑事事件専門の弁護士であるが、依頼人である被告人が無罪という確信がなければ引き受けないことを信条としている。毎回引き受けた事件を捜査して依頼人の無実を実証するのが、このシリーズのセオリーである。女性秘書のデラ・ストリートと探偵のポール・ドレイクの協力で、法廷で検察官と対決していく過程がこの物語の山場である。小説は1933年に初登場作『ビロードの爪』から作者死後の1976年まで82編（日本語版）が出版された。初期長編では、物語ラストに次回作（例外もあり）の依頼人もしくは事件関係者が登場する趣向がある。

## 日本語訳された作品（長編）
- ビロードの爪 The Case of the Velvet Claws （1933年）
砧一郎訳 早川書房 1954年
佐藤信訳　創元推理文庫、1959年
小西宏訳 創元推理文庫、1961年
田中西二郎訳 中央公論社、1962年 のち嶋中文庫
山下諭一訳 世界推理小説大系　東都書房、1963年
宇野利泰訳 新潮文庫、1964年
能島武文訳 角川文庫、1965年
- すねた娘（不機嫌な娘） The Case of the Sulky Girl （1933年）
大岡昇平訳 東京創元社 1957年 のち文庫
『怒りっぽい女』尾坂力訳 早川書房 1961年 のち文庫
鮎川信夫訳 角川文庫、1961年
池央耿訳 創元推理文庫、1976年
『短気な娘』中三時代'65.7第３付録　中三文庫４（抄訳）、1965年
- 幸運な足の娘 The Case of the Lucky Legs （1934年）
『幸運の脚』中田耕治訳 早川書房 1957年
『幸運の脚』林房雄訳 東京創元社 1958年 『幸運な足の娘』文庫
『幸運な脚』宇野利泰訳 新潮文庫、1965年
- 吠える犬 The Case of the Howling Dog （1934年）
大山功訳 早川書房 1955年
小西宏訳　創元推理文庫 1962年
宇野利泰訳　新潮文庫 1965年
- 奇妙な花嫁 The Case of the Curious Bride （1934年）
平井イサク訳 早川書房 1954年 のち文庫
宇野利泰訳 新潮社 1956年 のち文庫
小西宏訳　創元推理文庫 1962年
能島武文訳 角川文庫 1963年
- 義眼殺人事件（人造の眼） The Case of the Counterfeit Eye （1935年）
砧一郎訳 早川書房 1959年 のち文庫
小西宏訳 創元推理文庫 1961年
能島武文訳 角川文庫 1963年
- 管理人の飼猫 The Case of the Caretaker's Cat （1935年）
『門番の飼猫』田中西二郎訳 早川書房 1955年 のち文庫
『管理人の猫』佐藤信訳 創元推理文庫 1959年
能島武文訳 角川文庫 1964年
小西宏訳 創元推理文庫 1964年
- 夢遊病者の姪 The Case of the Sleepwalker's Niece （1936年）
宇野利泰訳 早川書房 1956年 のち文庫
- どもりの主教 The Case of the Stuttering Bishop （1936年）
『どもりの僧正』林房雄訳 東京創元社 1956年
田中西二郎訳 早川書房 1956年
- 危険な未亡人 The Case of the Dangerous Dowager （1937年）
船戸牧子訳 早川書房 1957年
高橋豊訳 ハヤカワ文庫 1990年
- カナリヤの爪 The Case of the Lame Canary （1937年）
『びっこのカナリヤ』阿部主計訳 早川書房 1956年 『カナリヤの爪』文庫
- 掏替えられた顔 The Case of the Subsitute Face （1938年）
砧一郎訳 早川書房 1955年
- 万引女の靴 The Case of the Shoplifter's Shoe （1938年）
加藤衛訳 早川書房 1956年
- 偽証する鸚鵡（偽証するおうむ） The Case of the Perjured Parrot （1939年）
宇野利泰訳 早川書房 1958年
- 転がるダイス The Case of the Rolling Bones （1939年）
田中融二訳 早川書房 1957年 『ころがるダイス』文庫
- 餌のついた釣針 The Case of the Baited Hook （1940年）
船戸牧子訳 早川書房 1959年
高橋豊訳 ハヤカワ文庫 1986年
- おとなしい共同経営者 The Case of the Silent Partner （1940年）
尾坂力訳 早川書房 1958年 のち文庫
- 憑かれた夫 The Case of the Haunted Husband （1941年）
中内正利訳 早川書房 1958年
- 空っぽの缶 The Case of the Empty Tin （1941年）
三樹青生訳 早川書房 1960年
- 溺れるアヒル The Case of the Drowning Duck （1942年）
信木三郎訳 早川書房 1958年
- そそっかしい小猫 The Case of the Careless Kitten （1942年）
砧一郎訳 早川書房 1960 のち文庫
- 埋められた時計 The Case of the Buried Clock （1943年）
中田耕治訳 早川書房 1959年
- 弱った蚊 The Case of the Drowsy Mosquito （1943年）
尾坂力訳 早川書房 1957年
- 傾いたローソク The Case of the Crooked Candle （1944) 
尾坂力訳　早川書房 1959年 のち文庫
- 殴られたブロンド The Case of the Black-eyed Blonde （1944年）
砧一郎訳 早川書房 1954年 のち文庫
- 黒い金魚 The Case of the Golddigger's Purse （1944年）
尾坂力訳 早川書房 1954年 のち文庫
- 寝ぼけた妻 The Case of the Half-wakened Wife （1945年）
尾坂力訳 早川書房 1957年
- 五人目のブルネット The Case of the Borrowed Brunette （1946年）
峯岸久訳 早川書房 1957年 のち文庫
- ストリップ・ガールの馬 The Case of the Fandancer's Horse （1947年） 
三樹青生訳 早川書房 1957年
- もの憂げな恋人 The Case of the Lazy Lover （1947年）
三樹青生訳 早川書房 1987年
- 孤独な女相続人 The Case of the Lonely Heiress （1948年）
高橋豊訳 早川書房 1957年 のち文庫
- 放浪処女事件 The Case of the Vagabond Virgin （1948年）
文村潤訳 早川書房 1954年 のち文庫
- 怪しい花婿 The Case of the Dubious Bridegroom （1949年）
田中融二訳 早川書房 1956年 のち文庫
- 用心ぶかい浮気女 The Case of the Cautious Coquette （1949年）
妹尾韶夫訳 早川書房 1957年
真野明裕訳 ハヤカワ文庫 1982年
- あわてた人魚 The Case of the Negligent Nymph （1950年）
『なげやりな人魚』妹尾韶夫訳 早川書房 1956年
高橋豊訳 ハヤカワ文庫 1985年
- 片目の証人 The Case of the One-eye Witness （1950年）
『片眼の証人』尾坂力訳 早川書房 1956年『片目の証人』文庫
- 光る指先 The Case of the Fiery Fingers （1951年）
船戸牧子訳 早川書房 1957年
高橋豊訳 ハヤカワ文庫 1986年
- 怒った会葬者 The Case of the Angry Mourner （1951年）
福島正実訳 早川書房 1957年
- 虫のくったミンク The Case of the Moth-Eaten Mink （1952年）
信木三郎訳 早川書房 1961年
- 嘲笑うゴリラ The Case of the Grinning Gorilla （1952年）
峯岸久訳 早川書房 1956年 のち文庫
- ためらう女 The Case of the Hesitant Hostess （1953年）
三樹青生訳 早川書房 1956年
- 緑色の眼の女 The Case of the Green-eyed Sister （1953年）
尾坂力訳 早川書房 1955年 のち文庫
- 消えた看護婦 The Case of the Fugitive Nurse （1954年）
尾坂力訳 早川書房 1956年
- 駈け出した死体 The Case of the Runaway Corpse （1954年）
田中西二郎訳 早川書房 1957年 のち文庫
- 落着かぬ赤毛 The Case of the Restless Redhead （1954年）
尾坂力訳 早川書房 1960年 のち文庫
- 色っぽい幽霊 The Case of the Glamorous Ghost （1955年）
尾坂力訳 早川書房 1955年
- 日光浴者の日記 The Case of the Sun Bather's Diary （1955年）
田中融二訳 早川書房 1955年 のち文庫
- 臆病な共犯者 The Case of the Nervous Accomplice （1955年）
井上一夫訳 早川書房 1957年 のち文庫
- 怯えるタイピスト The Case of the Terrified Typist （1956年）
宇野利泰訳 早川書房 1957年 のち文庫
- とりすました被告 The Case of the Demure Defendant (The Case of the Missing Poison) （1956年）
尾坂力訳 早川書房 1958年
- メッキした百合 The Case of the Gilded Lily （1956年）
尾坂力訳 早川書房 1958年
- 運のいい敗北者 The Case of the Lucky Loser （1957年）
妹尾韶夫訳 早川書房 1957年
高橋豊訳 ハヤカワ文庫 1985年
- 叫ぶ女 The Case of the Screaming Woman （1957年）
三樹青生訳 早川書房 1958年
- 大胆なおとり The Case of the Daring Decoy （1957年）
中村能三訳 早川書房 1959年 のち文庫
- 長い脚のモデル The Case of the Long Legged Models (The Case of the Dead Man's Daughter) （1958年）
田中融二訳 早川書房 1960年
- 気ままな女 The Case of the Foot-loose Doll （1958年）
宇野利泰訳 早川書房 1958年
- カレンダー・ガール The Case of the Calendar Girl （1958年）
峰岸久訳 早川書房 1960年 のち文庫
- 恐ろしい玩具 The Case of the Deadly Toy （1959年）
高橋泰邦訳 早川書房 1959年 のち文庫
- 死のスカーフ The Case of the Mythical Monkeys （1959年）
宇野利泰訳 早川書房 1959年
- 歌うスカート The Case of the Singing Skirt （1959年）
田中融二訳 早川書房 1961年 のち文庫
- 待ち伏せていた狼 The Case of the Waylaid Wolf （1960年）
新庄哲夫訳 早川書房 1960年
- 瓜二つの娘 The Case of the Duplicate Daughter （1960年）
宇野利泰訳 早川書房 1961年
- 影をみせた女 The Case of the Shapely Shadow （1960年）
宇野利泰訳 早川書房 1961年
- 車椅子に乗った女 The Case of the Spurious Spinster （1961年）
田中融二訳 早川書房 1961年 のち文庫
- 重婚した夫 The Case of the Bigamous Spouse （1961年）
宇野利泰訳 早川書房 1962年 のち文庫
- あつかいにくいモデル The Case of the Reluctant Model (The Case of the False Feteet) （1962年）
宇野利泰訳 早川書房 1962年 のち文庫
- ブロンドの鉱脈 The Case of the Blonde Bonanza （1962年）
佐倉潤吾訳 早川書房 1962年
高橋豊訳 ハヤカワ文庫 1986年
- 氷のような手 The Case of the Ice-cold Hands （1962年）
小笠原豊樹訳 早川書房 1963年 のち文庫
- 無軌道な人形 The Case of the Mischievous Doll （1963年）
宇野利泰訳 早川書房 1963年
- 脅迫された継娘 The Case of the Stepdaughter's Secret （1963年）
宇野利泰訳 早川書房 1963年
- 恋におちた伯母 The Case of the Amorous Aunt （1963年）
宇野利泰訳 早川書房 1964年 のち文庫
- 向うみずな離婚者 The Case of the Daring Divorcee （1964年）
宇野利泰訳 早川書房 1964年
- つかみそこねた幸運 The Case of the Phantom Fortune （1964年）
宇野利泰訳 早川書房 1965年
- 不安な遺産相続人 The Case of the Horrifed Heirs （1964年）
尾坂力訳 早川書房 のち文庫 1978年
『怯えた相続人』池央耿訳 創元推理文庫 1977年
- 使いこまれた財産 The Case of the Troubled Trustee （1965年）
宇野利泰訳 早川書房 1965年
- 美しい乞食 The Case of the Beautiful Begger （1965年）
宇野利泰訳 早川書房 1970年
- 悩むウェイトレス The Case of the Worried Waitress （1966年）
川口正吉訳 早川書房 1968年
- 美人コンテストの女王 The Case of the Queenly Contestant （1967年）
尾坂力訳 早川書房 1967年
- うかつなキューピッド The Case of the Careless Cupid （1968年）
尾坂力訳 早川書房 1969年
- すばらしいペテン The Case of the Fabulous Fake （1969年）
宇野利泰訳 早川書房（世界ミステリ全集） 1972年
- 囲いのなかの女 The Case of the Fenced-in Woman （1972年） - ガードナー没後の出版。
尾坂力訳 早川書房 1973年
- 延期された殺人 The Case of the Postponed Murder （1973年） - 同上。
隅田たけ子訳 早川書房 1974年

## 日本で独自に刊行された中編集
- 『消えた目撃者』 黒田昌一訳 角川文庫 1976年 中編集（3編収録）
  - 消えた目撃者 The Case of the Wanted Witness （1948年）
  - 叫ぶ燕 The Case of the Crying Swallow （1948年）
  - 緋の接吻 The Case of the Crimson Kiss （1948年）
- 『ガードナー傑作選 第1 ペリー・メイスンの世界』 田中潤司訳 新人物往来社 1970年 - 上記同様の3中編を収録。
- 『叫ぶ燕』 尾坂力訳 早川書房（ＨＰＢ1270） 1976年、1985年再版 - 上記のうち中編「叫ぶ燕」を収録。他はシドニー・ズーム、ジェリー・ベイン嬢、レスター・リースもの。

## 日本語訳短編
- 腹を立てた廃品回収屋[1] The Case of the Irate Witness （1953年）

## 他作家による作品
- ありあまる殺人 The Case of Too Many Murders （1968年） - トマス・チャステイン著の「新・ペリー・メイスン」長編。和訳は現在のところ本作のみ。
田中融二訳 早川書房（HPB1560） 1990年

## ラジオドラマ
連続ラジオドラマがCBSラジオで1943年から1955年まで放送された。

## テレビドラマ

### CBS（1957年 - 1966年）
連続テレビシリーズ『弁護士ペリー・メイスン』（原題：Perry Mason）がレイモンド・バー主演によって、1957年から1966年までCBS系で放映された（最終回のみカラー放送）。また1985年から再びレイモンド・バー主演によるテレビムービーシリーズ『新・弁護士ペリー・メイスン』（日本での放送タイトル）が製作され、日本でもNHKなどで放送された。

#### スタッフ
- 製作総指揮：フレッド・シルバーマン、ディーン・ハーグローヴ
- 制作：バイアコム・プロダクションズ（1985年 - 1995年）、インターメディア・プロダクションズ（1985年 - 1986年）、ストラスモア・プロダクションズ（1985年 - 1988年）、フレッド・シルバーマン・カンパニー（1987年 - 1995年）、ディーン・ハーグローヴ・プロダクションズ（1988年 - 1995年）（アメリカ）

製作総指揮を担ったフレッド・シルバーマンは、この後CBSテレビ副社長に昇格した後、同業のABC、NBCを渡り歩いた。

#### キャスト
| 役名                   | 俳優                               | 日本語吹替 | 日本語吹替 | 日本語吹替 | 日本語吹替 |
| 役名                   | 俳優                               | フジ版     | TBS版      | NET版      | NHK版      |
| ---------------------- | ---------------------------------- | ---------- | ---------- | ---------- | ---------- |
| ペリー・メイスン       | レイモンド・バー                   | 佐藤英夫   | 佐藤英夫   | 若山弦蔵   | 鈴木瑞穂   |
| デラ・ストリート       | バーバラ・ヘイル                   | 藤野節子   | 佐野タダ枝 | 瀬能礼子   | 藤波京子   |
| ポール・ドレイク       | ウィリアム・ホッパー               | 松宮五郎   | 北村憲司郎 | 中村正     | 出演なし   |
| ポール・ドレイクJR.    | ウィリアム・カット                 | 出演なし   | 出演なし   | 出演なし   | 堀秀行     |
| マイケル・レストン検事 | デヴィッド・オグデン・スティアーズ |            |            |            | 家弓家正   |

- 放送順は関西テレビ（フジテレビ開局前の1958年12月26日から放送していた）・フジテレビ→TBS→NET（現・テレビ朝日）
- NHK版は『新・弁護士ペリー・メイスン』の吹き替え
- 日本語版スタッフ（NHK版）
台本：高間俊子、志賀和泉、中島多恵子、演出：壺井正、調整：猪飼和彦、高橋久義、久保耕吾、清水幸治、渡辺基